# برايان ماكبرايد (موسيقي)
برايان ماكبرايد (بالإنجليزية: Brian McBride)‏ هو موسيقي أمريكي، ولد في 1970 في إيرفينغ في الولايات المتحدة.

## وصلات خارجية
- برايان ماكبرايد على موقع IMDb (الإنجليزية)
- برايان ماكبرايد على موقع ميوزك برينز (الإنجليزية)
- برايان ماكبرايد على موقع ديسكوغز (الإنجليزية)